# کوه لشکر
کوه لشکر از مرتفع‌ترین کوه‌های ملایر در استان همدان است. این کوه در شمال ملایر و اراک و کمازان واقع شده‌است. ارتفاع آن به ۲۹۲۸ متر می‌رسد.